# Les Tres Puntes
Les Tres Puntes és una muntanya de 226 metres que es troba al municipi de la Roca del Vallès, a la comarca del Vallès Oriental.